# Mora (Kamerun)
Mora ist eine Stadt in der Region Extrême-Nord, die die nördliche Spitze Kameruns bildet. Sie liegt nahe der Grenze zu Nigeria. In ihr leben 53.667 Einwohner (Schätzung 2012). Mora ist Hauptstadt des Départements Mayo-Sava.

## Geschichte

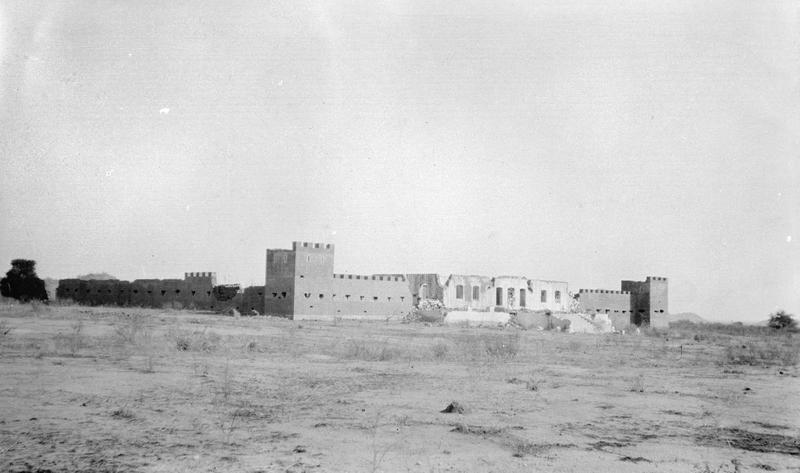
Das Fort von Mora 1916

Mora wurde auf dessen Afrikareise 1822–1825 von Dixon Denham besucht.
Mora war seit 1913 Sitz der Residentur der Deutschen Tschadseeländer. Das Fort von Mora war der Standort der 3. Kompanie der deutschen Schutztruppe in Kamerun. Weiterhin existierte eine Postagentur und ein Zollamt.
Im Ersten Weltkrieg verschanzte sich der Resident der Deutschen Tschadseeländer, Hauptmann Ernst von Raben, in Mora. Raben ergab sich mit seiner Truppe als letzte kämpfende Einheit der Schutztruppe der Kolonie Kamerun am 18. Februar 1916.
2015 war Mora mit rund 2500 Soldaten besetzter Militärstützpunkt einer tschadisch-beninisch-nigrisch-kamerunischen Regionaltruppe, die gegen Boko Haram kämpfte.

## Infrastruktur
An der Verzweigung der Fernstraßen N1/N14 befinden sich eine Tankstelle und ein Hotel. Im Stadtzentrum gibt es in der Nähe des Marktplatzes zwei Bankfilialen des Crédit du Sahel und der Express Union. Beides sind Mikrofinanzgesellschaften.

## Bevölkerung
Die Bevölkerungsentwicklung der Stadt:
| Jahr             | Einwohner |
| ---------------- | --------- |
| 1976 (Zensus)    | 4.807     |
| 1987 (Zensus)    | 16.269    |
| 2005 (Zensus)    | 39.440    |
| 2012 (Schätzung) | 53.667    |